# Grano (Discovolo)
Grano è un dipinto di Antonio Discovolo. Eseguito nel 1931, appartiene alle collezioni d'arte della Fondazione Cariplo.

## Descrizione
Il dipinto è realizzato con pennellate corpose e in stile post-impressionista, come spesso nella maturità del pittore, ormai allontanatosi dalle sperimentazioni divisioniste. Il falcetto e il rastrello ancora in terra, con il grano fasciato solo in parte, danno alla composizione immediatezza e spontaneità. Il paesaggio sullo sfondo è ligure: sullo sfondo è probabilmente il versante orientale del Monte Bracco, rivolto verso Bonassola, dove il pittore soggiornava dal 1910.

## Storia
Il dipinto venne acquistato dalla Fondazione Cariplo nel 1933, in occasione di una mostra personale di Discovolo allestita presso la Galleria Pesaro di Milano.